# Peromnion wrightii
Peromnion wrightii là một loài rêu trong họ Bryaceae. Loài này được Sull. A. Jaeger mô tả khoa học đầu tiên năm 1875.